# San Isidro, Leyte

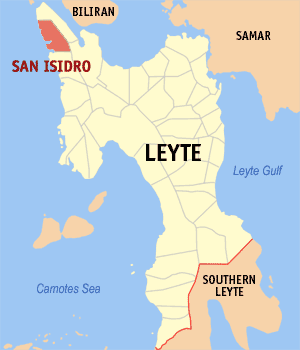
Bản đồ Leyte với vị trí của San Isidro

San Isidro là một đô thị hạng 4 ở tỉnh Leyte, Philippines. Theo điều tra dân số năm 2000 của Philipin, đô thị này có dân số 29.410 người trong 6.611 hộ.

## Các đơn vị hành chính
San Isidro được chia ra 19 barangay.
| - Banat-e - Basud - Bawod - Biasong - Bunacan - Cabungaan - Capiñahan - Crossing - Daja-daku - Daja-diot | - Hacienda Maria - Linao - Matungao - Paril - San Jose - Taglawigan - Tinago - Busay - San Miguel |